# Мотес, Курт
Курт Мотес (нем. Kurt Mothes; 3 ноября 1900, Плауэн, Королевство Саксония — 12 февраля 1983, Рибниц-Дамгартен, Росток) — немецкий биохимик растений. Президент Леопольдины (1954–1974, член с 1940).

## Биография
Родился 3 ноября 1900 года в Плауэне. В 1920 году поступил в Лейпцигский университет, который он окончил в 1925 году. В том же году устроился на работу в Галле-Виттенбергский университет и работал вплоть до 1935 года. В 1935 году переехал в Кёнигсберг и устроился на работу в Кёнигсбергский университет, где он занимал должность профессора ботаники. В 1950 году возвратился в Галле-Витенбергский университет, где вплоть до 1958 года занимал должность профессора, одновременно с этим с 1949 по 1957 год заведовал отделом биохимии Института по изучению культурных растений. С 1958 по 1960 год занимал должность директора Института ботаники, одновременно с этим с 1958 по 1965 год занимал должность директора Института биохимии растений. В 1963-64 гг. председатель Gesellschaft Deutscher Naturforscher und Ärzte. С 1965 года на пенсии.
Скончался в 1983 году в ГДР.

## Научные работы
Основные научные работы посвящены изучению биохимии алкалоидов, азотистого обмена и регуляторов роста растений. Исследовал гормон растений цитокинин, его химическую природу и механизм действий.

## Членство в обществах
- Президент Германской академии естествоиспытателей «Леопольдина» в 1954–1974 годах.
- Член АН ГДР.
- 1957 — почётный сенатор университета в Галле.
- 1971 — иностранный член АН СССР.
- 1971 — член Лондонского королевского общества.
- Почётный член ряда академий наук и многих университетов.

## Награды и премии
- 1953 — Национальная премия ГДР
- 1960 — Медаль Котениуса от Германской академии естествоиспытателей «Леопольдина»
- 1960 — Орден «За заслуги перед Отечеством» в серебре
- 1965 — Медаль Отто Варбурга[нем.] (за заслуги в биохимии и микробиологии)
- 1968 — Орден Pour le Mérite
- 1975 — Австрийский почётный знак «За науку и искусство»
- 1981 — Орден «Звезда дружбы народов» в золоте